# 北鉄白山バス
北鉄白山バス株式会社（ほくてつはくさんバス）は、石川県白山市に本社を置くバス事業者。北陸鉄道のグループ会社で構成される北鉄バスグループに属し、北鉄金沢バスの完全子会社である。
乗合バス事業は、白山市と能美市を主な営業エリアとして、金沢市中心部へも乗り入れる。白山市コミュニティバス「めぐーる」、能美市コミュニティバス「のみバス」の運行も受託する。また貸切バス事業も営んでいる。

## 概要

### 歴史
1995年（平成7年）、北陸鉄道鶴来営業所を分離して、加賀白山バス株式会社（かがはくさんバス）として発足した。2012年（平成24年）の会社合併の時点で、白山市のほかに野々市市に野々市営業所を置いていた。
2012年（平成24年）10月1日付で、北鉄バスグループの事業再編により、北鉄金沢中央バス・ほくてつバスと合併して北鉄金沢バスとなり初代法人が消滅、同時に同社の100%子会社として加賀白山バス株式会社（2代）が設立された。北鉄金沢バス設立時に、野々市営業所は北鉄金沢バスへ移管されたが、2022年3月をもって廃止され、野々市営業所管内の路線の半数は当社へ移管された。
2021年（令和3年）7月1日付で貸切バス専業の北陸交通株式会社を吸収合併し、同日付で現社名へ商号変更した。

## 沿革
- 1995年（平成7年）、北陸鉄道鶴来営業所を分離し、加賀白山バス株式会社（初代）を設立[10]。
- 2012年（平成24年）10月1日：
  - 北鉄金沢中央バス・ほくてつバスと合併して北鉄金沢バスが発足、初代法人が消滅[10]、同時に同社の完全子会社として加賀白山バス株式会社（2代）を設立[10]。
  - 同日付で、野々市営業所を北鉄金沢バスへ移管[10]。
- 2018年（平成30年）
  - 3月26日：北陸交通が、本社を野々市市横宮町11番地2（野々市営業所内）から、白山市安養寺町二30番地（北陸鉄道金沢営業所南部支所内）へ移転[6]。
  - 4月2日：本社を白山市鶴来本町4丁目ニ50番地3（鶴来駅前）から、北陸鉄道金沢営業所南部支所内（現在地）へ移転[5][14]。
- 2021年（令和3年）7月1日：北陸交通を吸収合併[5][6][7][8][9]、北鉄白山バスへ商号変更[5][2]。
- 2022年（令和4年）3月：北鉄金沢バス野々市営業所を廃止、野々市営業所管内の路線の半数を当社へ移管[13]。
- 2023年（令和5年）4月15日：旧本社に置いていた「鶴来駅前サービスセンター」を、同日をもって営業終了[15]。

## 事業所
- 本社 - 石川県白山市安養寺町二30番地[2]（北陸鉄道金沢営業所南部支所内）
  - 2018年（平成30年）4月1日に移転[5][14]。

### 過去の事業所

#### 旧本社
- 石川県白山市鶴来本町4丁目二50番地3[5]（鶴来駅前）
  - 2018年（平成30年）4月1日、本社を現在地へ移転[5][14]。
  - 本社移転後、旧本社は「鶴来駅前サービスセンター」として使用していたが[14]、2023年4月15日をもって営業終了した[16]。

#### 野々市営業所
- 石川県野々市市横宮横宮町11番地2

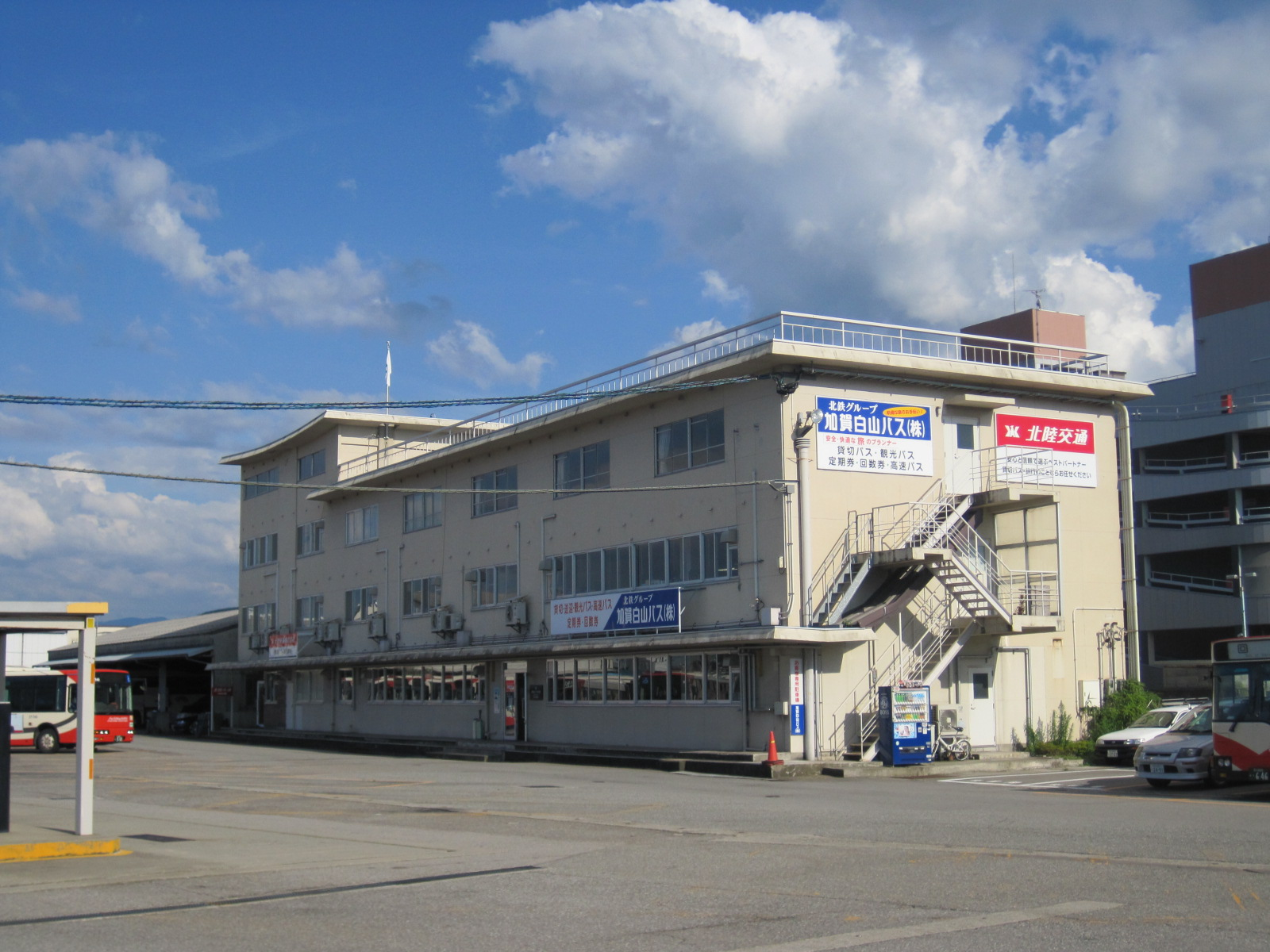
旧・加賀白山バス野々市営業所

  - 2001年3月、北陸鉄道本体からの大量路線移管に伴い、旧・北陸鉄道野々市営業所跡地の車庫・建物を活用して発足[10]。
  - 2012年10月、北鉄金沢バス発足に伴い同社へ移管され、北鉄金沢バス野々市営業所となる。2022年3月末をもって廃止[13]された。
  - なお、2021年に合併した北陸交通は、当営業所に本社を置いていたが[6]、2018年に本社を当社の現本社と同位置に移転している[6]。

## 現行路線
以下、金沢駅のバス停留所は金沢駅バスターミナルである。

### 辰口線
- 33番：金沢駅 - 香林坊 - 有松 - 四十万 - （加賀産業道路） - 辰口温泉 - 緑が丘十丁目／いしかわ動物園 - 辰口和光台
- 33番：辰巳丘高校←錦町←猿丸神社前←有松←四十万←（加賀産業道路）←辰口温泉←緑が丘十丁目
  - フリー乗降区間は岩内東 - 緑が丘十丁目である[17]。途中の南部車庫発着便（四十万線）も一部担当している。
  - 2022年4月1日：北鉄金沢バス野々市営業所廃止に伴い当社へ移管[18]。
  - 2023年4月1日：快速便（北陸鉄道運行）および北陸先端科学技術大学院大学経由の系統を廃止[19]。

### 久安線
- 37：金沢駅 - 香林坊 - 上有松 - 横川三丁目 - 野々市中央 - 太平寺

### 金沢寺井線
- 42番：金沢駅 - 香林坊 - 有松 - 伏見橋 - 野々市中央 - 太平寺 - 松任 - 成 - 寺井中央
  - 2020年4月1日：松任ゆきが1本設定されているが、系統番号は40番となっていた。
  - 2022年4月1日：北鉄金沢バス野々市営業所廃止に伴い当社へ移管[18]。松任止まりの便は後述の48番に振り替える形で消滅した。

### 錦町野々市線
- 43番：北陸大学薬学部／辰巳丘高校／金沢大学附属病院 - 香林坊 - （野町駅） - 有松 - 押野 - 野々市市役所
  - 1999年3月14日改正で、43番 小立野線（大学病院前 - 野々市車庫・富光寺住宅）と、15番 野町小立野線（野町駅 - 東部車庫・辰巳丘高校）を連結してできた路線である。
  - 2012年10月1日：加賀白山バスから北鉄金沢バス野々市営業所へ移管。
  - 2018年4月1日：野々市方向のみ広坂経由から丸の内経由に変更。
  - 2021年4月1日：富光寺系統が全廃（快速を含む）。廃止された区間のうち、野々市スポーツランド前・中林は2022年4月1日改正で復活する。
  - 2022年4月1日：北鉄金沢バス野々市営業所廃止に伴い当社へ移管[18]。野々市車庫発着から野々市市役所へ延長[18]。
  - 2023年4月1日：系統番号15番の系統も43番に変更して統一。

### 野々市線
- 44番：金沢駅 - 香林坊 - 泉新町 - 押野 - 野々市市役所 - 新庄六丁目 - 南部車庫
- 48番：金沢駅 - 香林坊 - 泉新町 - 野々市中央 - 太平寺 - 松任 - 松任駅北口
- 金大附属学校自衛隊前←二水高校前←押野←押野三丁目（旧野々市車庫）←押越←野々市駅（平日のみ運行）
  - 2003年1月6日：（新）県庁前へ直通するダイレクト便の運行を開始。
  - 2012年10月1日：加賀白山バスから北鉄金沢バス野々市営業所に移管。
  - 2022年4月1日：北鉄金沢バス野々市営業所廃止に伴い当社へ移管[18]。野々市車庫発着から南部車庫発着へ変更され、松任駅北口発着の48番が新設される[18]。

### 八日市線
- 45番：金沢駅 - 香林坊 - 伏見橋 - 八日市住宅 - 野々市駅
  - 時期不明：野々市駅 - 横江 - 南松任間を廃止し、武蔵ヶ辻 - 金沢駅間を延長。同時に横江線から八日市線に改称。廃止期間の一部は「めぐーる」と併走。
  - 2012年10月1日：加賀白山バスから北鉄金沢バス野々市営業所へ移管。
  - 2022年4月1日：北鉄金沢バス野々市営業所廃止に伴い当社へ移管[18]。
  - 2023年4月1日：押越経由の46番を廃止[19]。

### 松任中奥線
- 47：香林坊 - 本多町 - 平和町 - 金沢工業大学 - 明倫高校前 - 長竹 - 松任 - 千代野ニュータウン（平日、土曜のみ運行）
  - 長らく無番の路線だったが、2021年4月1日改正から47番を名乗るようになった。
  - 2022年4月1日：北鉄金沢バス野々市営業所廃止に伴い当社へ移管[18]。
  - 2022年7月16日：従来は通過していた「矢作三丁目」停留所への停車を開始。

### 市立病院線
- 金沢大学／辰巳丘高校←平和町←四十万（平日のみ運行）
  - 2012年10月1日：加賀白山バスから北鉄金沢バス野々市営業所に移管。
  - 2022年4月1日：北鉄金沢バス野々市営業所廃止に伴い当社へ移管[18]。
  - 2023年4月1日：鶴寿園への乗り入れを廃止[19]。

### 河原山線
- 鶴来駅 - 一の宮 - 中島 - 上野 - 釜清水 - 白山下 - 瀬女
  - 北陸鉄道金名線の廃止代替路線[20]。
  - フリー乗降区間は中島 - 瀬女である[17]。

### 中宮B線
- 錦丘高校前 - 金沢工業大学 - 光が丘口 - 明倫高校前 - 富光寺住宅 - 鶴来駅 - 中島 - 上野 - 瀬女
  - フリー乗降区間は中島 - 瀬女である[17]。
  - 元の中宮線は「鶴来駅 - 白山下 - 瀬女 - 白山一里野 - 中宮温泉」であったが廃止された。鶴来駅 - 瀬女までの区間は河原山線が引き続き運行し、瀬女 - 中宮温泉間は「めぐーる」が引き継いでいる。

### 白山線
- イオンモール白山 - 松任駅前 - 松任中央病院 - 上森島 - 鶴来駅 - 中島 - 江津 - 瀬女 - 白峰車庫
  - フリー乗降区間は翠星高校前 - 本鶴来、中島 - 白峰車庫である[17]。
  - 2021年7月15日の改正でイオンモール白山まで延伸した。
  - 2025年3月15日：白峰車庫 - 白山体験村間を廃止し、白山郷公園前 - 白山警察署鶴来庁舎前 - 鶴来駅間を鶴来線から編入[21]。

### 三反田線
- 松任駅前 - 山島台中央 - 三反田 - 中島東
  - フリー乗降区間は開発 - 中島東である[17]。
  - 2025年3月15日：中島東 - 山の庄間を廃止[21]。

### 川北線
- 松任駅前 - 川北温泉 - 倉重 - 辰口 - 辰口温泉 - 緑が丘十丁目／いしかわ動物園
  - フリー乗降区間は開発 - 緑が丘十丁目である[17]。

### 佐野線
- 小松駅 - 寺井中央 - 緑が丘十丁目 - 辰口／いしかわ動物園
  - フリー乗降区間は寺井中央 - 辰口である[17]。

### コミュニティバス

#### 白山市コミュニティバス「めぐーる」

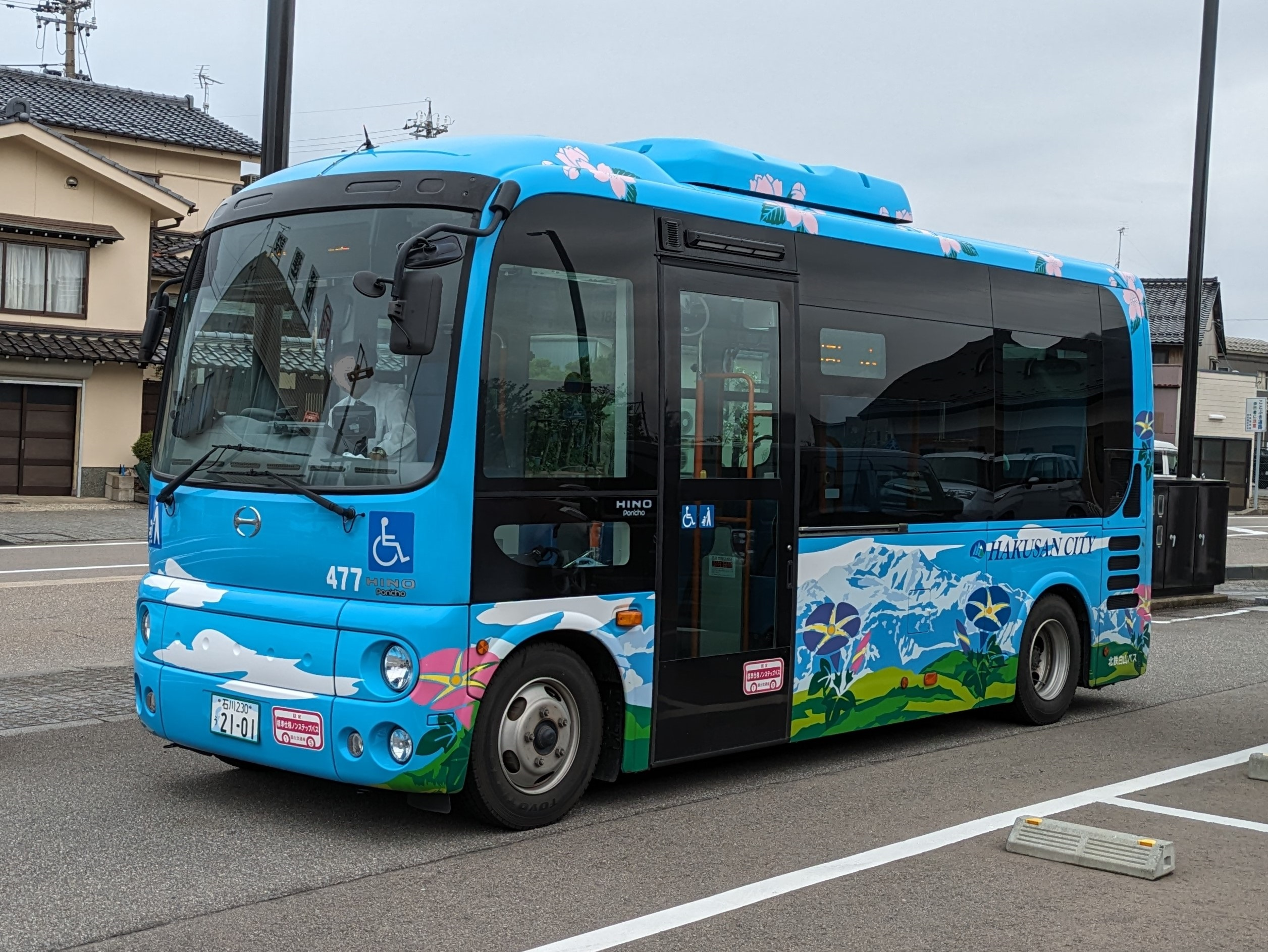
「めぐーる」専用車両

白山市コミュニティバス「めぐーる」を受託運行する。加賀白山バス時代の2018年度から、松任・美川地域を担当していた北鉄金沢バスから路線を委譲され、全域で受託している。
- 専用車両として、青空をイメージした空色基調に白山と山の植物を描いたラッピングバスのいすゞ・ジャーニーJ、日野・ポンチョ（ショートボディ）を使用する[11]。
- 加賀白山バス時代には、中型車の日野・レインボーRJ（一般色）、ワンボックスカーのトヨタ・ハイエース（白色）も使用していた。

#### 能美市コミュニティバス「のみバス」

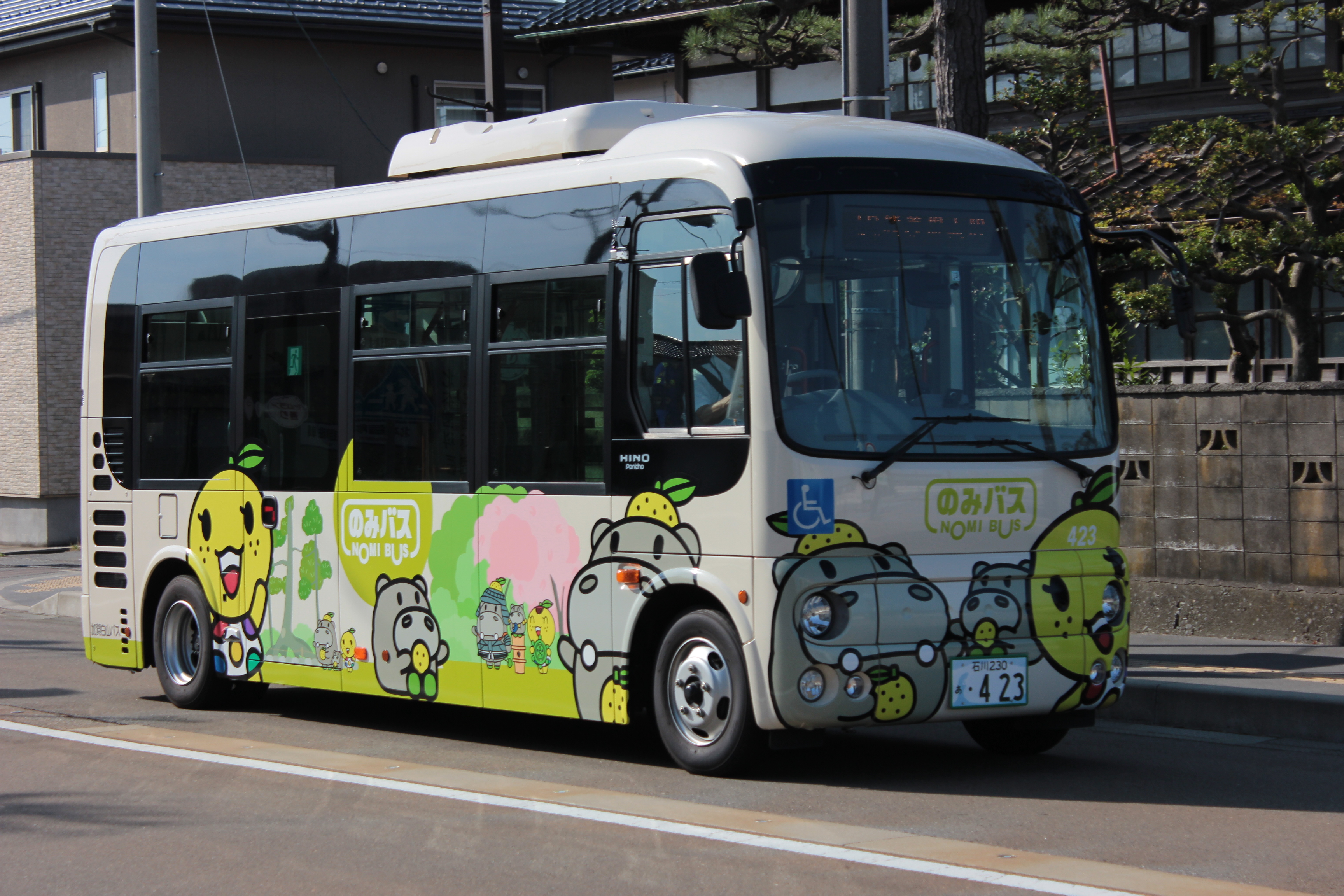
「のみバス」専用車両

能美市コミュニティバス「のみバス」を受託運行する。
- 専用車両として、市のキャラクター「ひぽ能ん・ゆず美ん・ぽぽ能ん[22]」を描いたラッピングバスの日野・ポンチョ（2ドアロングボディ）を使用する。2021年に新デザインのポンチョが3台導入され、既存車両を置き換えた[23]。

## 廃止路線
グループ他社へ移管し当社としては廃止した路線を含む。

### 黒田線
- 57：武蔵ヶ辻 - 香林坊 - 富本町 - 若宮町 - 西金4丁目 -新金沢郵便局
- 57・64：工業試験場 - 県庁前 - 金沢駅西口 - 若宮町 - 西金4丁目 / 新神田 - 保古町 - 上荒屋西
  - 2012年10月1日：加賀白山バスから北鉄金沢バス野々市営業所に移管。

### 鳴和・増泉線
- 82：柳橋 - 金沢星稜大学・星稜高校（通学時間帯のみ一部立ち寄り） - 神宮寺 - 金沢駅 - 富本町 - 西金沢
  - 2012年10月1日：加賀白山バスから北鉄金沢バス野々市営業所に移管。

### 元町有松線
- 89・33：東金沢駅 - 神宮寺 - 香林坊 - 有松 - 寺地 - 金沢工業大学
  - 2012年10月1日：加賀白山バスから北鉄金沢バス野々市営業所に移管。

### 野々市金大線
- 98：金沢大学 - 旭町 - 如来寺前 - 寺町一丁目 - 野々市中央 - 太平寺（平日のみ運行）
  - 2008年12月21日から2021年3月31日までは、日曜祝日運休となっていた。2023年4月1日から再度、土休日運休に変更。
  - 2012年10月1日：加賀白山バスから北鉄金沢バス野々市営業所に移管。
  - 2022年4月1日：北鉄金沢バス野々市営業所廃止に伴い当社へ移管[18]。野々市車庫発着から太平寺発着に変更[18]。従来野々市車庫行きの系統番号は48番だったが、両方向とも98番に統一。
  - 2025年3月15日：廃止[21]。

### 白峰線
- 金沢駅 - 香林坊 - 上有松 - 横川三丁目 - 野々市中央 - 鶴来駅 - 口直海 - 黄門橋 - 瀬女 - 白峰車庫 - 白山体験村
  - フリー乗降区間は中島 - 白山体験村である[17]。
  - 2025年4月：廃止[21]。

### 鳥越線
- 金沢駅 - 香林坊 - 上有松 - 横川三丁目 - 野々市中央 - 鶴来駅 - 口直海 - 上野（かみの）
  - フリー乗降区間は中島 - 上野である[17]。
  - 時期不明：上野 - 神子清水 - 阿手間を廃止。同区間は「めぐーる」の路線に組み込まれている。
  - 2009年4月1日：金沢駅方向を全便野々市中央発に改正。
  - 2022年4月：野々市中央発着便を太平寺まで延伸。
  - 2025年4月：廃止。ただし金沢駅 - 太平寺の系統は新設の[37]久安線に変更[21]。

### 鶴来線
- 松任駅前 - 中町 - 上森島 - 鶴来駅
  - フリー乗降区間は新徳丸 - 本鶴来である[17]。
  - 2025年4月：路線廃止。ただし白山郷公園前 - 白山警察署鶴来庁舎前 - 鶴来駅間は白山線に編入[21]。

### 能美線
- 寺井駅 - 倉重 - 鶴来駅
  - 1980年に廃止した能美線の廃止代替バス[20]。
  - 2007年12月31日廃止。廃止後は「のみバス」と北陸先端科学技術大学院大学シャトルバスがそれぞれ代替輸送を行っている。

### 松任石川中央病院線
- 松任駅 / 千代野 - 中央病院
  - 廃止後は「めぐーる」の路線に組み込まれている。

### 野々市南部車庫線
- 野々市中央 → 明倫高校 → 南部車庫（野々市南部車庫線）
- 南部車庫 → 粟田 → 野々市中央（野々市南部車庫B線）
  - 上記2路線は、2010年3月末で廃止。

### 小松空港B線
- 特急：野々市車庫 - 野々市町中央公民館前 - 工業大学前 - 高尾南3丁目 - 金沢国際ホテル - 金沢村田前 - 安養寺北 - 南部車庫 - 加賀産山島台ニュータウン - 北陸先端科学技術大学院大学 - 加賀産辰口温泉 - 小松駅前 - 小松空港
  - 2004年4月、北鉄南部営業所より移管された。同社初の空港リムジン路線であった。
  - 2008年からは小松駅への乗り入れを開始した。
  - 原則として、小松空港以外の停留所は、空港行き：乗車のみ、空港発：降車のみだが、小松駅前は、空港行き：降車のみ、空港発：乗車のみの取り扱いであった。また野々市車庫行きで、先端大学での降車客がいない場合、同バス停を経由しない場合があった。
  - 野々市車庫・南部車庫には、同路線利用者用の無料駐車場を用意していた。
  - 2010年9月末で廃止。

### 野々市線（冬季臨時便）
- 金大附属学校自衛隊前 - 二水高校前 - 円光寺 - 金沢工業大学 - 野々市図書館前 - 太平寺 - 野々市駅
  - 野々市駅 - 金大附属学校自衛隊前の冬季臨時便。12月から2月までの平日のみ運行であった。
  - 2022年度、2023年度は運行休止[24]
  - 2024年12月1日付で廃止[25]。

## 車両

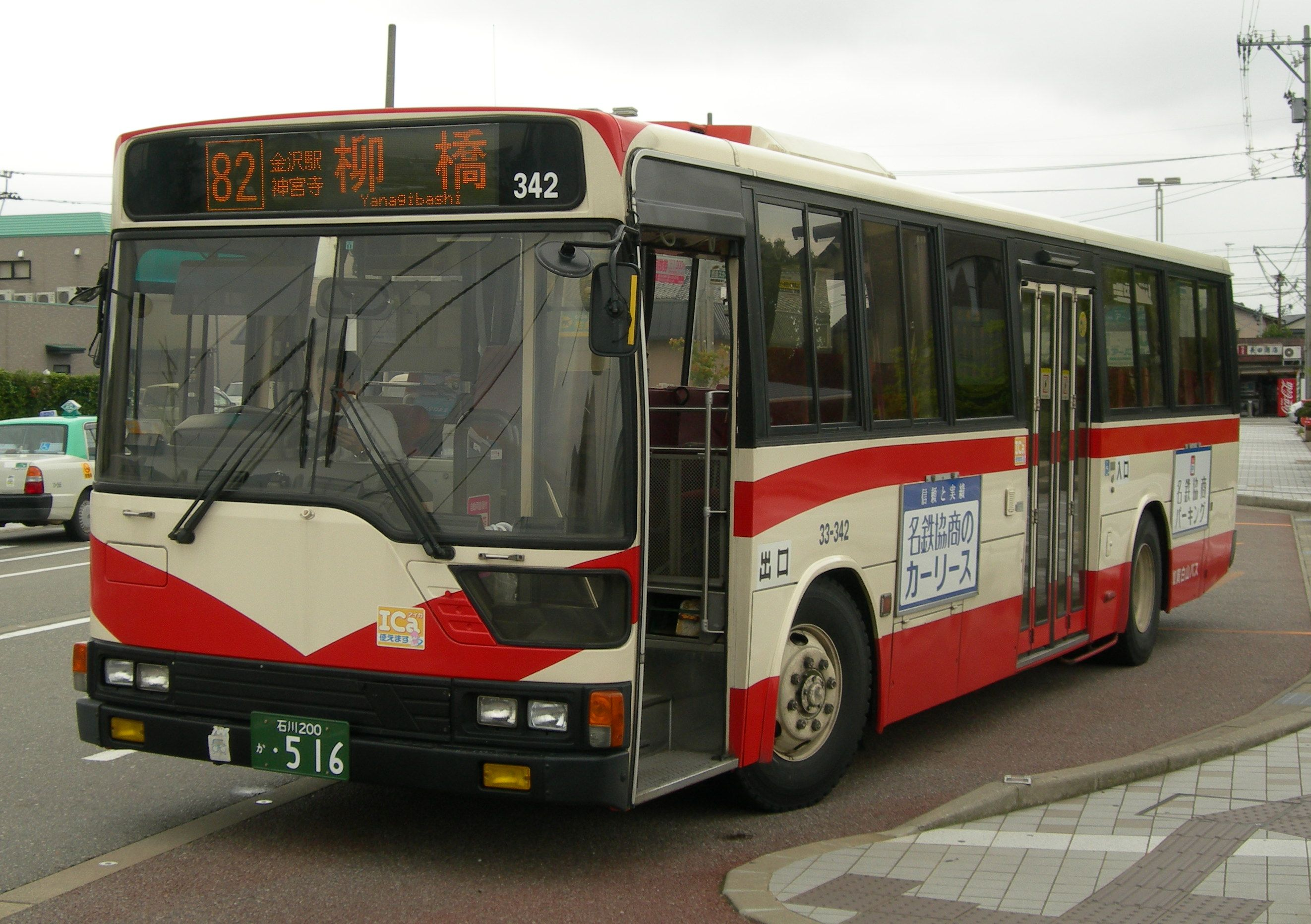
西金沢駅前で停車中の加賀白山バス（当時）の車両（旧塗装）

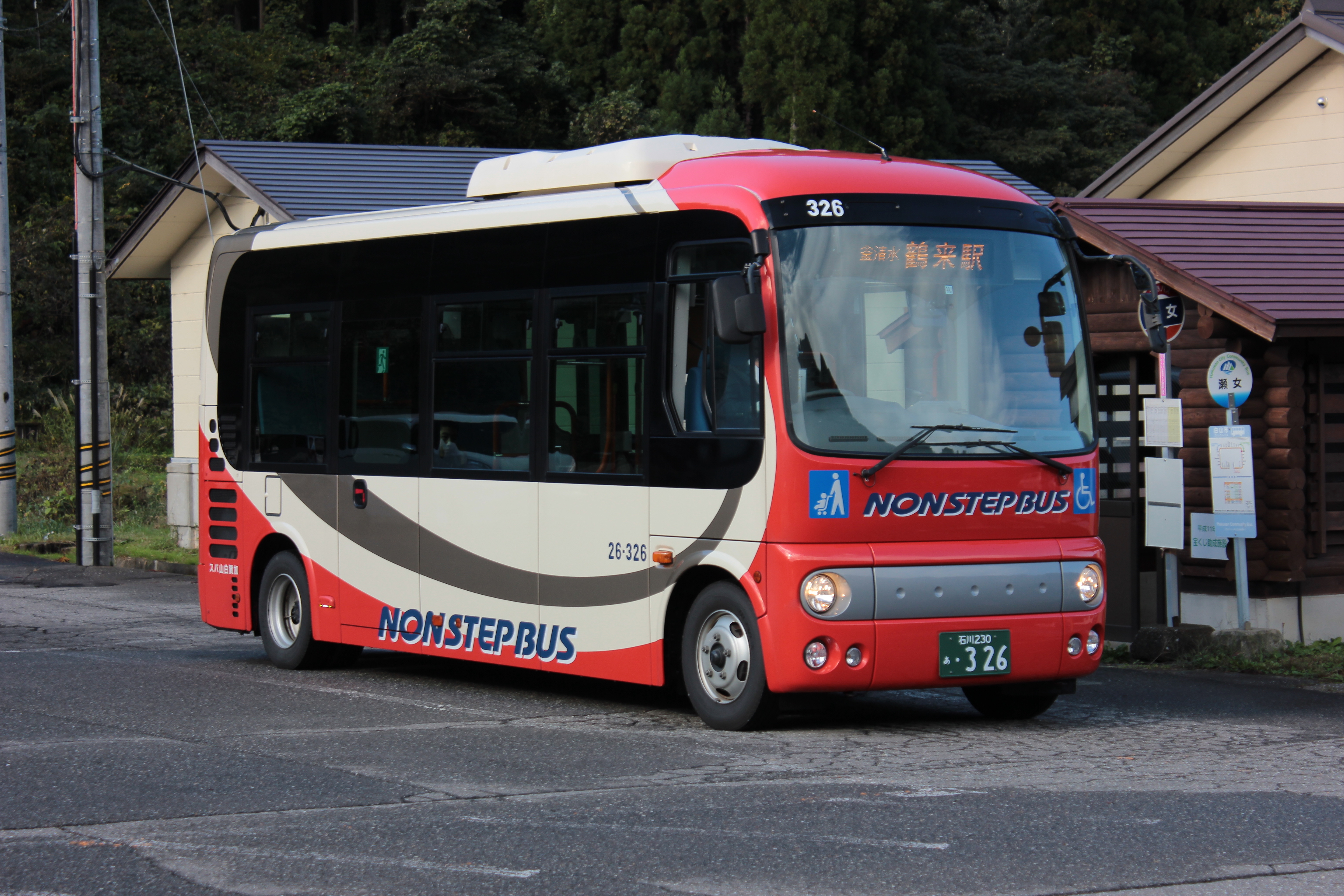
瀬女バス停に停車中の加賀白山バス（当時）の車両（新塗装）

2015年時点では、三菱ふそう・日野自動車・UDトラックスの3メーカーの車両を保有していた。
路線車は、2004年以降はノンステップバスを中心に新車を積極的に導入しており、日野・レインボーHRや三菱ふそう・エアロミディMKといった中型長尺車（10.5m車）のほか、フルサイズ大型車の導入もあったが、これらは北鉄金沢バスへ移籍し、中型車を中心に保有している。のちに中型車の日野・レインボーIIや日野・レインボー（2代目）、小型車の日野・リエッセ、日野・ポンチョも導入されている。
また路線車は新車と並行して、北陸鉄道本体のほか、名鉄バス、大阪シティバス（旧大阪市営バス）、川崎市営バスなどからの移籍車も導入されている。
貸切車は、2021年に貸切専業の北陸交通を合併した際に、同社保有の貸切車が転入した。内訳は、三菱ふそう・エアロクィーン、三菱ふそう・エアロエース（ショートタイプMM含む）、日野・セレガ（2代目）（SHD・HD、ショートボディ）で、2011年から合併直前の2020年にかけて新車導入された車両である。